# Cotorbești
Cotorbești – wieś w Rumunii, w okręgu Aluta, w gminie Vulpeni. W 2011 roku liczyła 87 mieszkańców. 